# エリック・ステインバーグ
エリック・ステインバーグ（Eric Steinberg、1969年8月26日 - ）は、アメリカ合衆国の俳優。

## 出演作品
- プリティ・リトル・ライアーズ（ウェイン・フィールズ）

- Ghost of Tsushima 志村(モデル)